# Volei Club Penicilina Iași 2015-2016
Questa voce raccoglie le informazioni riguardanti il Volei Club Penicilina Iași nelle competizioni ufficiali della stagione 2015-2016.

## Organigramma societario
Area direttiva
- Presidente: Vasile Stîngă

Area tecnica
- Allenatore: Dan Gavril
- Allenatore in seconda: Tatiana Popa

## Rosa
| N° | Nome               | Ruolo | Data di nascita   | Nazionalità sportiva |
| -- | ------------------ | ----- | ----------------- | -------------------- |
| 1  | Katarina Jovanović | S     | 9 giugno 1991     | Serbia               |
| 2  | Mihaela Stîngă     | P     | 11 luglio 1993    | Romania              |
| 3  | Melinda Șipoș      | C     | 6 giugno 1989     | Romania              |
| 4  | Jelena Cvijović    | S     | 30 settembre 1992 | Montenegro           |
| 5  | Marina Kovacheva   | S/O   | 1º dicembre 1987  | Bulgaria             |
| 6  | Ana-Maria Ursachi  | C     | 11 settembre 1996 | Romania              |
| 7  | Simona Mocanu      | C     | 26 marzo 1994     | Romania              |
| 8  | Andra Streșină     | C     | 7 settembre 1994  | Romania              |
| 9  | Simona Filip       | S/O   | 23 maggio 1996    | Romania              |
| 10 | Diana Macovei      | P     | 24 gennaio 1994   | Romania              |
| 11 | Ana-Maria Delescu  | S/O   | 11 settembre 1996 | Romania              |
| 12 | Maria Grabovețcaia | L     | 14 ottobre 1989   | Moldavia             |
| 14 | Andra Ibănescu     | L     | 12 maggio 1996    | Romania              |
| 15 | Raluca Pichiu      | S     | 14 maggio 1992    | Romania              |
| 16 | Tatiana Diaconița  | S     | 16 settembre 1990 | Moldavia             |